# 660
Cette page concerne l'année 660  du calendrier julien. Pour l'année 660 av. J.-C., voir 660 av. J.-C. Pour le nombre 660, voir 660 (nombre).
L'année 660 est une année bissextile qui commence un mercredi.

## Événements
- 18 juillet, Corée : reddition de Sabi, capitale du royaume coréen de Paekche, attaqué par la Chine des Tang alliée au roi de Silla[1].

- Juillet : Mu'awiyya est proclamé calife par ses partisans à Jérusalem, en compétition avec Ali[2]. Damas devient la capitale au détriment de Médine. L’Empire est organisé en un état monarchique centralisé qui s’appuie sur les kalbides ou Yéménites et des cadres Syriens récemment convertis (Ibn Sarjun, un ancien fonctionnaire byzantin, est le chef des finances de Mu'awiyya).

- En Chine, Wu Zetian dirige les affaires de l’État dans un climat de terreur[3].
- Pas d’évêque mentionné à Antibes de 660 à 788[4].